# Kia Asamiya
Kia Asamiya (麻宮 騎亜, Asamiya Kia; Tokio, 28 januari 1963) is het alter ego van Japans mangaka Michitaka Kikuchi, wiens werk zich over verschillende genres en doelgroepen verspreid.
In zijn werk zijn duidelijke invloeden van Amerikaanse comics, televisie en film terug te vinden, Kia zegt ook een grote Batman en Star Wars fan te zijn. Als een van de meest gepubliceerde mangaka, zijn bijna al zijn werken vertaald.

## Werken
- Assembler 0X
- Batman: Child of Dreams
- Compiler
- Corrector Yui
- Dark Angel
- Dark Angel: Phoenix Resurrection
- Detonator Orgun
- Duplex Divine
- Ebiru-kun
- Funpaira
- Gunhed
- Hades Project Zeorymer
- Hellboy
- Hikari no Densetsu
- Junk - Record of Last Hero
- Kamen Rider Fourze
- !Karapuri!
- My Favorite Carrera
- Martian Successor Nadesico
- Möbius Klein (prequel van Silent Möbius)
- Shin Seiki Vagrants
- Silent Möbius
- Sonic Soldier Borgman
- Star Wars: Episode I: The Phantom Menace manga adaptatie.
- Steam Detectives
- White Diamond
- Uncanny X-Men

- Biblioteca Nacional de España: XX4689413
- Bibliothèque nationale de France: cb131712705 (data)
- Gemeinsame Normdatei: 124243282
- International Standard Name Identifier: 0000 0001 1625 0416
- Library of Congress Control Number: no2001032585
- MusicBrainz: 967c3422-9817-45a8-95cd-357e8c8fb5cf
- Bibliotheek van het Japanse parlement: 00164223
- Nederlandse Thesaurus van Auteursnamen: 274541084
- Système universitaire de documentation: 035162872
- Trove: 1459625
- Virtual International Authority File: 39515720
- WorldCat: E39PBJqfJGqm96py8PX7vfcQMP

1. ↑  http://www.tron.co.jp/profile/index.html.